# Simning vid olympiska sommarspelen 1996

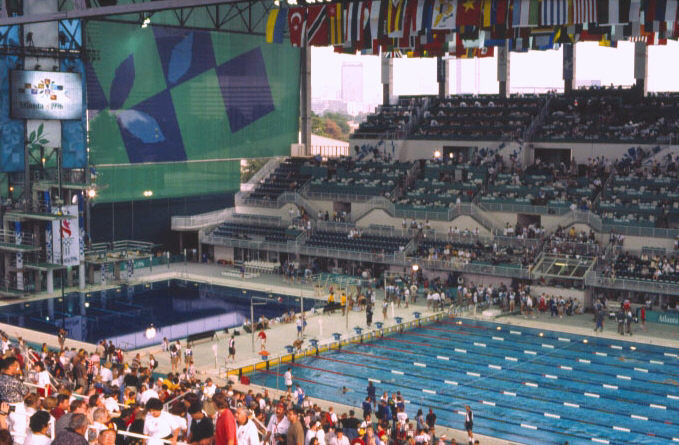
Georgia Tech Aquatic Center under tävlingarna.

Simningen vid de olympiska sommarspelen 1996 i Atlanta bestod av 32 grenar, 16 för män och 16 för kvinnor, och hölls mellan 20 och 26 juli 1996 i Georgia Tech Aquatic Center.  Antalet deltagare var 762 tävlande från 117 länder.

## Medaljörer

### Damer
| Gren                             | Guld | Silver                                                                                                | Brons                                                                                        |
| 50 meter frisim Detaljer...      | Amy Van Dyken USA | Le Jingyi Kina                                                                                        | Sandra Völker Tyskland                                                                       |
| 100 meter frisim Detaljer...     | Le Jingyi Kina | Sandra Völker Tyskland                                                                                | Angel Martino USA                                                                            |
| 200 meter frisim Detaljer...     | Claudia Poll Costa Rica | Franziska van Almsick Tyskland                                                                        | Dagmar Hase Tyskland                                                                         |
| 400 meter frisim Detaljer...     | Michelle Smith Irland | Dagmar Hase Tyskland                                                                                  | Kirsten Vlieghuis Nederländerna                                                              |
| 800 meter frisim Detaljer...     | Brooke Bennett USA | Dagmar Hase Tyskland                                                                                  | Kirsten Vlieghuis Nederländerna                                                              |
| 100 meter ryggsim Detaljer...    | Beth Botsford USA | Whitney Hedgepeth USA                                                                                 | Marianne Kriel Sydafrika                                                                     |
| 200 meter ryggsim Detaljer...    | Krisztina Egerszegi Ungern | Whitney Hedgepeth USA                                                                                 | Cathleen Rund Tyskland                                                                       |
| 100 meter bröstsim Detaljer...   | Penelope Heyns Sydafrika | Amanda Beard USA                                                                                      | Samantha Riley Australien                                                                    |
| 200 meter bröstsim Detaljer...   | Penelope Heyns Sydafrika | Amanda Beard USA                                                                                      | Ágnes Kovács Ungern                                                                          |
| 100 meter fjärilsim Detaljer...  | Amy Van Dyken USA | Liu Limin Kina                                                                                        | Angel Martino USA                                                                            |
| 200 meter fjärilsim Detaljer...  | Susie O'Neill Australien | Petria Thomas Australien                                                                              | Michelle Smith Irland                                                                        |
| 200 meter medley Detaljer...     | Michelle Smith Irland | Marianne Limpert Kanada                                                                               | Lin Li Kina                                                                                  |
| 400 meter medley Detaljer...     | Michelle Smith Irland | Allison Wagner USA                                                                                    | Krisztina Egerszegi Ungern                                                                   |
| 4 x 100 meter frisim Detaljer... | USA Angel Martino Amy Van Dyken Catherine Fox Jenny Thompson Lisa Jacob* Melanie Valerio*                                     | Kina Le Jingyi Na Chao Yun Nian Shan Ying                                                             | Tyskland Sandra Völker Simone Osygus Antje Buschschulte Franziska van Almsick Meike Freitag* |
| 4 x 200 meter frisim Detaljer... | USA Trina Jackson Cristina Teuscher Sheila Taormina Jenny Thompson Lisa Jacob* Annette Salmeen* Ashley Whitney*               | Tyskland Franziska van Almsick Kerstin Kielgass Anke Scholz Dagmar Hase Meike Freitag* Simone Osygus* | Australien Julia Greville Nicole Stevenson Emma Johnson Susie O'Neill Lise Mackie*           |
| 4 x 100 meter medley Detaljer... | USA Beth Botsford Amanda Beard Angel Martino Amy Van Dyken Catherine Fox* Whitney Hedgepeth* Kristine Quance* Jenny Thompson* | Australien Nicole Stevenson Samantha Riley Susie O'Neill Sarah Ryan Helen Denman* Angela Kennedy*     | Kina Chen Yan Han Xue Cai Huijue Shan Ying                                                   |

* Simmare som deltog i kval och inte i finalen, men som ändå fick medalj.

### Herrar
| Gren                             | Guld | Silver | Brons |
| 50 meter frisim Detaljer...      | Aleksandr Popov Ryssland                                                                                    | Gary Hall Jr. USA | Fernando Scherer Brasilien                                                                                 |
| 100 meter frisim Detaljer...     | Aleksandr Popov Ryssland                                                                                    | Gary Hall Jr. USA | Gustavo Borges Brasilien                                                                                   |
| 200 meter frisim Detaljer...     | Danyon Loader Nya Zeeland                                                                                   | Gustavo Borges Brasilien | Daniel Kowalski Australien                                                                                 |
| 400 meter frisim Detaljer...     | Danyon Loader Nya Zeeland                                                                                   | Paul Palmer Storbritannien | Daniel Kowalski Australien                                                                                 |
| 1500 meter frisim Detaljer...    | Kieren Perkins Australien                                                                                   | Daniel Kowalski Australien | Graeme Smith Storbritannien                                                                                |
| 100 meter ryggsim Detaljer...    | Jeff Rouse USA                                                                                              | Rodolfo Falcón Kuba | Neisser Bent Kuba                                                                                          |
| 200 meter ryggsim Detaljer...    | Brad Bridgewater USA                                                                                        | Tripp Schwenk USA | Emanuele Merisi Italien                                                                                    |
| 100 meter bröstsim Detaljer...   | Frédérik Deburghgraeve Belgien                                                                              | Jeremy Linn USA | Mark Warnecke Tyskland                                                                                     |
| 200 meter bröstsim Detaljer...   | Norbert Rózsa Ungern                                                                                        | Károly Güttler Ungern | Andrej Kornejev Ryssland                                                                                   |
| 100 meter fjärilsim Detaljer...  | Denis Pankratov Ryssland                                                                                    | Scott Miller Australien | Vladislav Kulikov Ryssland                                                                                 |
| 200 meter fjärilsim Detaljer...  | Denis Pankratov Ryssland                                                                                    | Tom Malchow USA | Scott Goodman Australien                                                                                   |
| 200 meter medley Detaljer...     | Attila Czene Ungern                                                                                         | Jani Sievinen Finland | Curtis Myden Kanada                                                                                        |
| 400 meter medley Detaljer...     | Tom Dolan USA                                                                                               | Eric Namesnik USA | Curtis Myden Kanada                                                                                        |
| 4 x 100 meter frisim Detaljer... | USA Jon Olsen Josh Davis Bradley Schumacher Gary Hall Jr. David Fox* Scott Tucker*                          | Ryssland Roman Jegorov Aleksandr Popov Vladimir Predkin Vladimir Pysjnenko Denis Pimankov*                                      | Tyskland Christian Tröger Bengt Zikarsky Björn Zikarsky Mark Pinger Alexander Lüderitz*                    |
| 4 x 200 meter frisim Detaljer... | USA Josh Davis Joe Hudepohl Bradley Schumacher Ryan Berube Jon Olsen*                                       | Sverige Christer Wallin Anders Holmertz Lars Frölander Anders Lyrbring                                                          | Tyskland Aimo Heilmann Christian Keller Christian Tröger Steffen Zesner Konstantin Dubrovin* Oliver Lampe* |
| 4 x 100 meter medley Detaljer... | USA Jeff Rouse Jeremy Linn Mark Henderson Gary Hall Jr. Josh Davis* Kurt Grote* John Hargis* Tripp Schwenk* | Ryssland Vladimir Selkov Stanislav Lopuchov Denis Pankratov Aleksandr Popov Roman Ivanovskij* Vladislav Kulikov* Roman Jegorov* | Australien Steven Dewick Phil Rogers Scott Miller Michael Klim Toby Haenen*                                |

* Simmare som deltog i kval och inte i finalen, men som ändå fick medalj.

## Medaljfördelning
| Pl. | Nation         | Guld | Silver | Brons | Totalt |
| --- | -------------- | ---- | ------ | ----- | ------ |
| 1   | USA            | 13   | 11     | 2     | 26     |
| 2   | Ryssland       | 4    | 2      | 2     | 8      |
| 3   | Ungern         | 3    | 1      | 2     | 6      |
| 4   | Irland         | 3    | 0      | 1     | 4      |
| 5   | Australien     | 2    | 4      | 6     | 12     |
| 6   | Sydafrika      | 2    | 0      | 1     | 3      |
| 7   | Nya Zeeland    | 2    | 0      | 0     | 2      |
| 8   | Kina           | 1    | 3      | 2     | 6      |
| 9   | Belgien        | 1    | 0      | 0     | 1      |
| 9   | Costa Rica     | 1    | 0      | 0     | 1      |
| 11  | Tyskland       | 0    | 5      | 7     | 12     |
| 12  | Brasilien      | 0    | 1      | 2     | 3      |
| 12  | Kanada         | 0    | 1      | 2     | 3      |
| 14  | Kuba           | 0    | 1      | 1     | 2      |
| 14  | Storbritannien | 0    | 1      | 1     | 2      |
| 16  | Finland        | 0    | 1      | 0     | 1      |
| 16  | Sverige        | 0    | 1      | 0     | 1      |
| 18  | Nederländerna  | 0    | 0      | 2     | 2      |
| 19  | Italien        | 0    | 0      | 1     | 1      |